# المربع (بارق)
المربع بلدة عامرة في وادي الغاسى، وهي أرض زراعية، وتُعد من أهم قرى جنوب بارق، على بعد 25 كم جنوب مدينة بارق، وتقع على خط الطول شرقاً 41° 59′ ودائرة العرض 18° 42′ شمالاً. تتكون قرية المربع من تسعة قرى صغيرة تفصل بينها مزارع وهي: الشاجن، الحبيل، الحصن، الهيزعه، حديدة، المشبعة، الدشه، الطف، الضحي. وتعتبر الحد الفاصل بين محافظتي بارق ومحايل.